# Borås

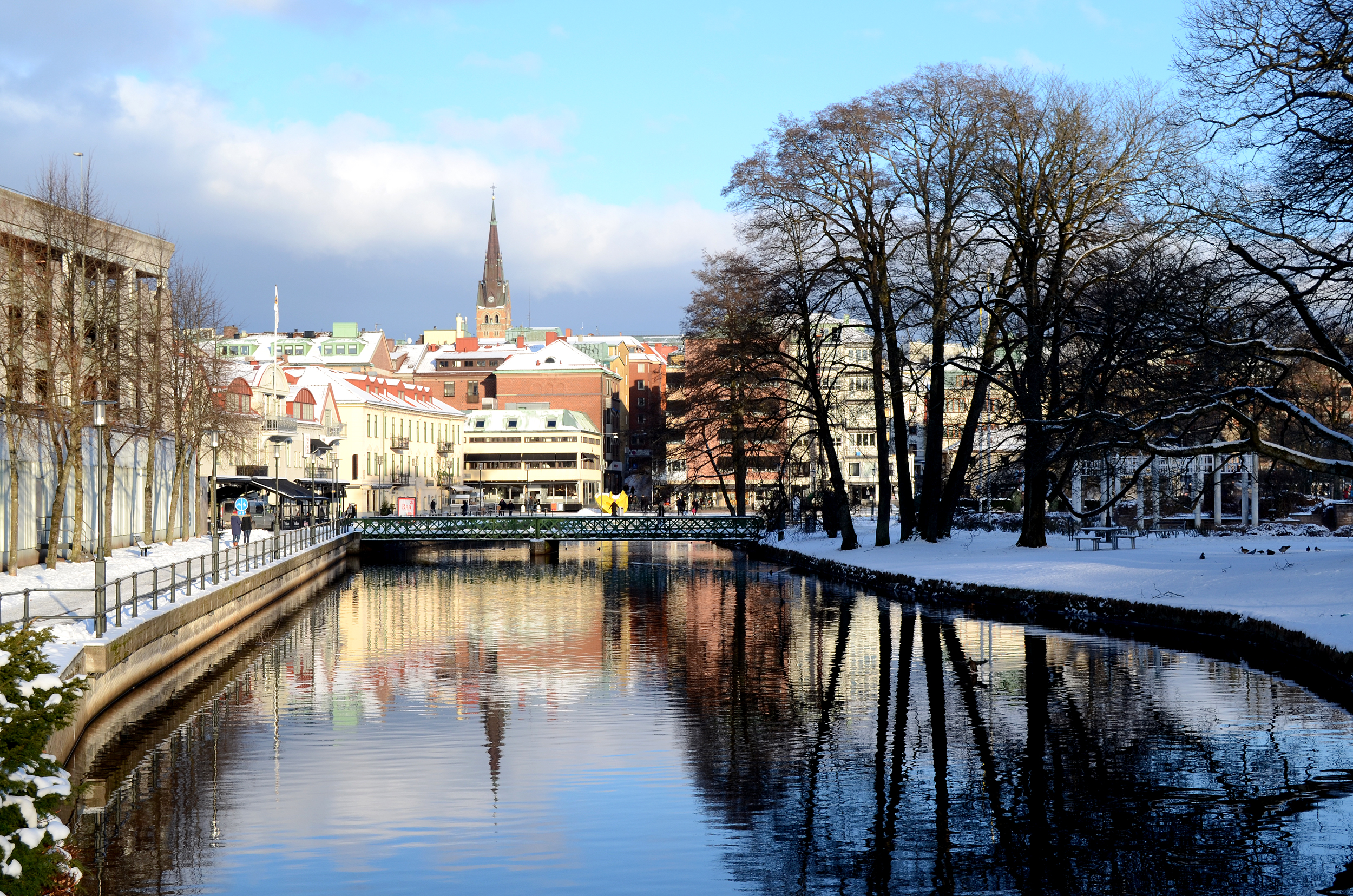
Stadtzentrum von Borås

Borås [buˈro:s] ist eine Stadt in der südschwedischen Provinz Västra Götalands län und der historischen Provinz Västergötland. Sie ist Hauptort der gleichnamigen Gemeinde.

## Geschichte
Die Entstehung der Stadt Borås kann auf die Handelstätigkeit der Bauern im 16. Jahrhundert in dieser Gegend zurückgeführt werden. Die Bauern wanderten durch Schweden und verkauften ihre Waren dort, wo heute die Stadt steht. Zur damaligen Zeit war es in Schweden nur innerhalb von Städten erlaubt, Handel zu treiben. Um nicht weiter gegen diese Bestimmungen zu verstoßen, wurde im Jahre 1620 eine Delegation zu König Gustav II. Adolf geschickt, um von ihm die Stadtrechte zu bekommen. Im Jahre 1621 wurde Borås zur Stadt ernannt. Die bereits vorher betriebene reisende Handelstätigkeit blieb in Borås als einzige Stadt in Schweden gestattet. Dadurch entwickelte es sich zu einer Handelsstadt.
Borås wurde in der Vergangenheit von mehreren Bränden komplett zerstört. Das letzte Mal brannte die Stadt 1827 nieder. Im Jahr 1881 hatte Borås 4879 Einwohner.
Im 19. Jahrhundert wuchs Borås durch die sich hier ansiedelnde Textilindustrie weiter. Noch in den 1960er Jahren machte die Textilindustrie zwei Drittel der lokalen Wirtschaft aus. Die Krise der europäischen Textilindustrie traf Borås damit besonders hart.

## Wirtschaft
Die Zahl der Textilbetriebe ist gesunken, aber Borås ist immer noch eine Handelsstadt. Viele schwedische Bekleidungsunternehmen haben ihre Zentrale in Borås, und fast alle haben Handelsvertretungen hier. Auch haben die meisten schwedischen Versandhandels-Unternehmen ihren Sitz in Borås.
Anfang 2018 beschloss die schwedische Regierung, den Textilstandort Borås massiv zu stärken und über einen Zeitraum von fünf Jahren mit 4 Millionen Euro zu fördern. So sollen die Innovationskraft der örtlichen Textilbetriebe und die Entwicklung von Nachhaltigkeitskonzepten gestärkt und der Austausch der Beteiligten auf allen Ebenen unterstützt werden.
In Borås befindet sich das nationale Materialprüfungs- und Forschungsinstitut SP, das unter anderem die schwedischen Normen für Gewicht, Druck, Frequenz, Feldstärke etc. festlegt und kontrolliert. Weitere schwedische Firmen mit Niederlassungen und Fabriken in Borås sind Ericsson und Volvo.

## Sehenswürdigkeiten
Borås hat ein Textilmuseum. Sehenswert ist auch der Zoo Borås djurpark. Der Tiergarten gehörte zu den ersten Zoos, in denen Tiere in weitläufigen Anlagen zusammenleben durften. So sind in einer großzügigen Savannenlandschaft unter anderem Elefanten, Zebras, Giraffen und Antilopen vereint.
Im Westen der Stadt liegt der Ramnapark mit dem Borås Museum, das in seiner Dauerausstellung die Überreste der Dannike-Frau, der Moorleiche einer Pfeifenraucherin aus dem 17. Jahrhundert, gezeigt werden. Im Freilichtmuseum stehen alte Holzhäuser und die Ramna-Kirche.
Etwa 16 km nordwestlich von Borås entfernt liegt in Hedared die Hedared Stavkyrka, die einzige erhaltene Stabkirche Schwedens. Im Inneren befindet sich naive Malerei aus dem 18. Jahrhundert.

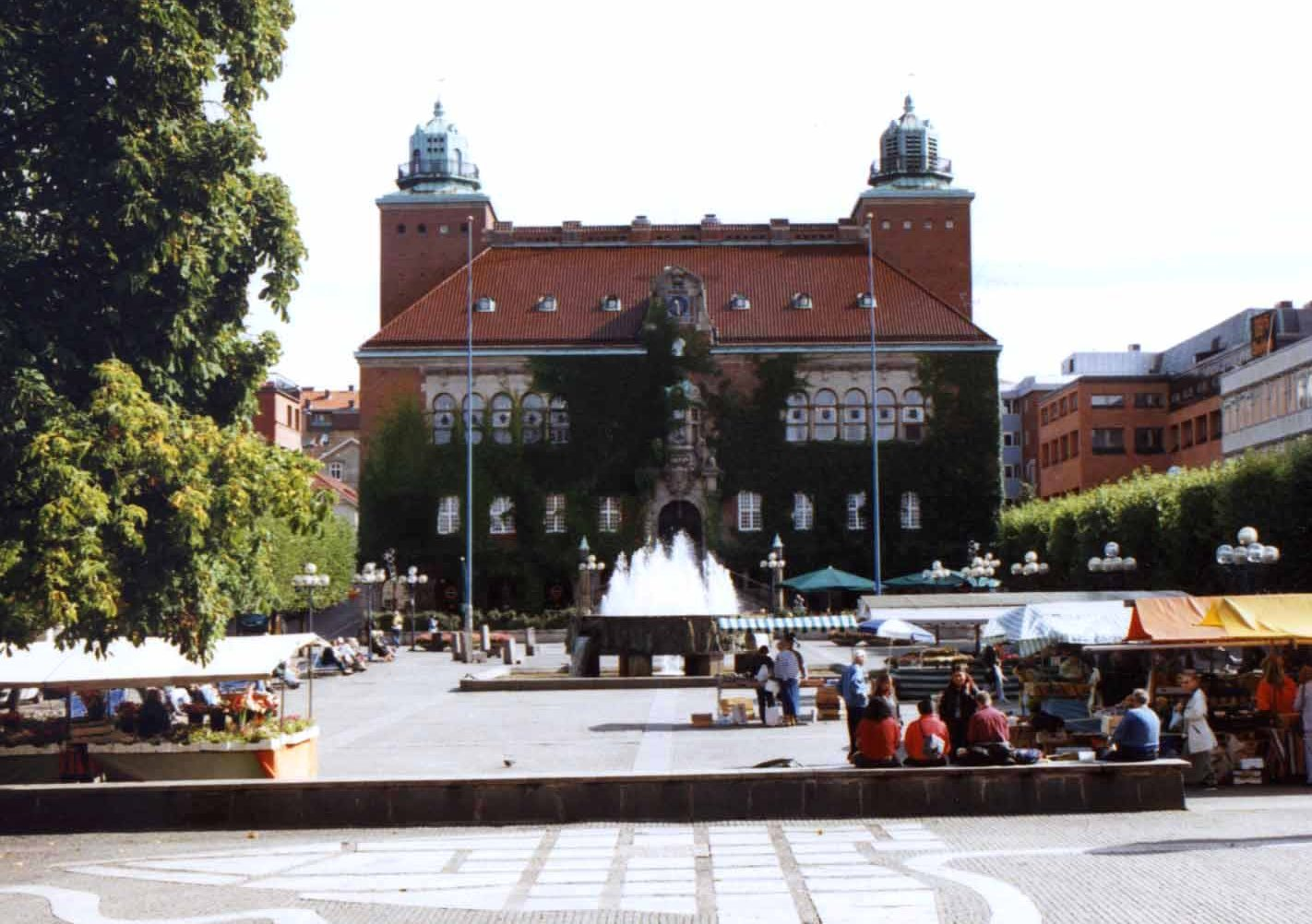
Der Stora Torget mit dem Rathaus
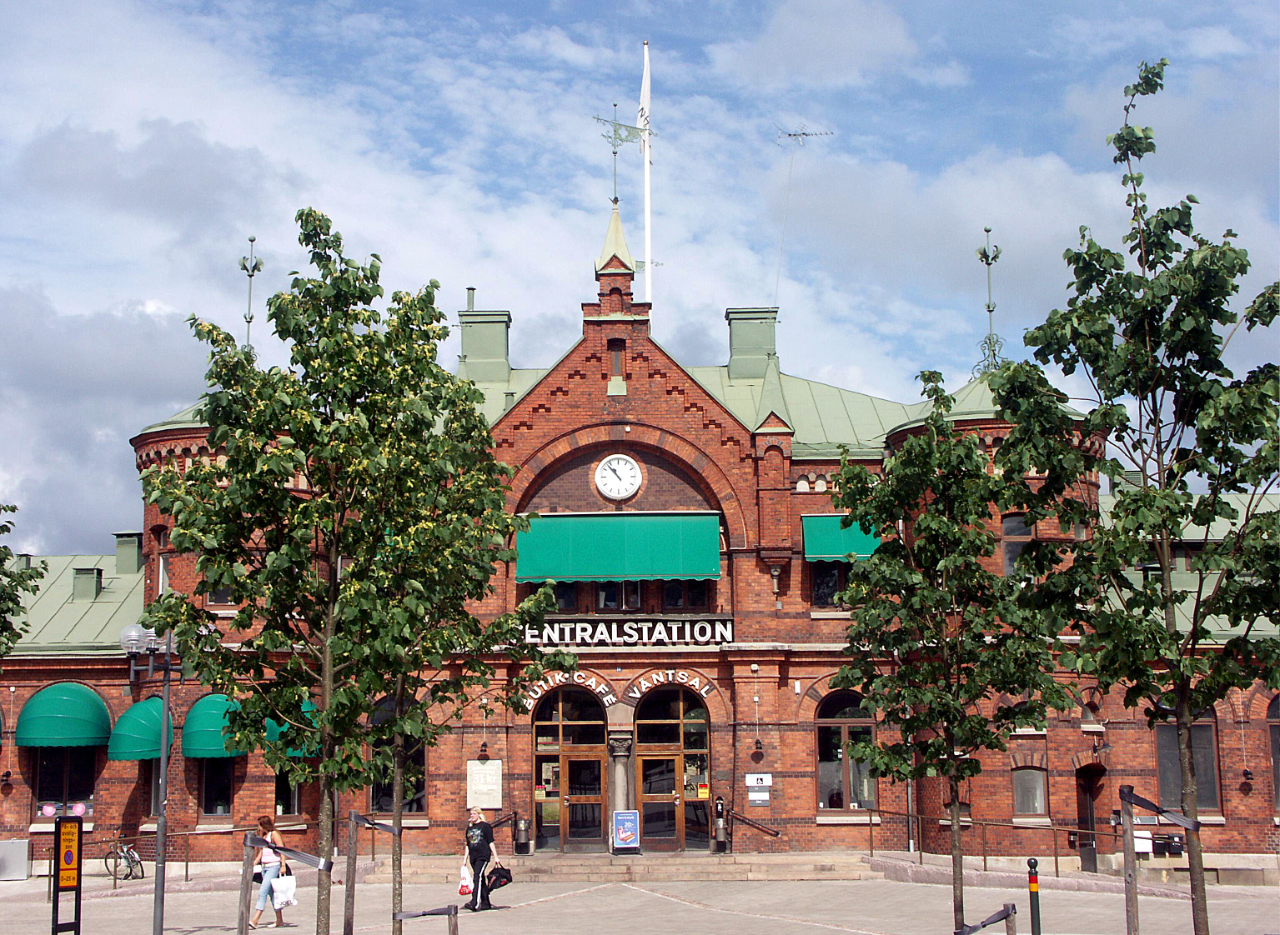
Hauptbahnhof
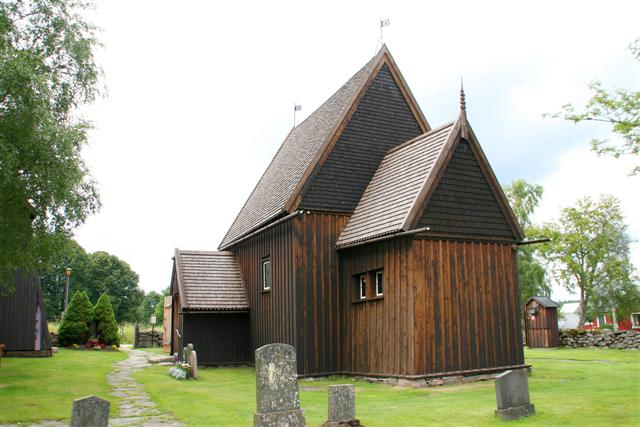
Stabkirche Hedared

## Verkehr
Borås liegt an der Hauptverkehrsstraße Riksväg 40 zwischen Göteborg und Jönköping. Zudem ist Borås unter anderem von der Viskadalsbanan nach Varberg erschlossen.

## Bildung
In Borås liegt die Hochschule Borås mit den Fakultäten für Bibliotheks- und Kommunikationswissenschaften und für Textilwesen.

## Musik
Borås hat renommierte Metal-Bands wie Lake of Tears, Cemetary, Beseech und Evocation hervorgebracht. Zudem findet seit 1989 jährlich das Sommartorsdagarna statt, ein Musikfestival, das ursprünglich als Attraktion für Touristen gegründet wurde.

## Sport
In der Stadt Borås sind einige Sportvereine ansässig, die sich sowohl auf nationaler Ebene als auch in internationalen Wettkämpfen hervorgetan haben.
- IF Elfsborg – sechsmaliger schwedischer Landesmeister im Fußball, mehrfacher Teilnehmer im Europapokal
- FMCK Borås – örtlicher Motocrossklub, stellte mit Marcus Hansson einen Weltmeister
- Borås HC – Eishockeyklub
- Norrby IF – Fußballverein mit einjährigem Aufenthalt in der ersten Liga
- Öresjö SS – ältester noch existierender Sportverein der Stadt
- IK Ymer – Breitensportverein, stellte in verschiedenen Sportarten Landesmeister

## Söhne und Töchter der Stadt
| - Christer Allgårdh (* 1967), Tennisspieler - Hans Alsér (1942–1977), Tischtennisspieler - Dávid Bérczes (* 1990), ungarischer Großmeister im Schachspiel - Ingvar Carlsson (* 1934), Politiker und Premierminister - Magnus Carlsson (* 1974), Sänger - Shirley Clamp (* 1973), Pop- und Schlager-Sängerin - Anders Daun (* 1963), Skispringer - Sven Davidson (1928–2008), Tennisspieler - Eric Ericson (1918–2013), Chorleiter und Dirigent - Sture Fronæus (1916–2009), Chemiker - Peter Adolf Hall (1739–1793), Miniaturmaler - Björn Hellberg (* 1944), Schriftsteller - Fritz Reinhold Holmer (1906–1967), Maler und Zeichner - Nils Horner (1962–2014), Journalist, Kriegsreporter - Sara Isaksson (* 1971), Sängerin - Patrik Järbyn (* 1969), Skifahrer - Åke Johansson (1937–2011), Jazzpianist - Olle Johansson (1927–1994), Schwimmer und Wasserballspieler - Carolina Klüft (* 1983), Siebenkämpferin | - Emil Victor Langlet (1824–1898), Architekt - Anders Larson (* 1958), Ruderer - Lars-Åke Lindqvist (* 1959), Ruderer - Abbas Mohamad (* 1998), irakisch-schwedischer Fußballspieler - Emelie Öhrstig (* 1978), Skilangläuferin - Gustav Olofsson (* 1994), Eishockeyspieler - Kurt Pettersén (1916–1957), Olympiasieger im Ringen - Björn Rehnquist (* 1978), Tennisspieler - Hans Rosenfeldt (* 1964), Schriftsteller - Sven Salén (1890–1969), Regattasegler - Per Sandström (* 1981), Handballer - Harry Snell (1916–1985), Radrennfahrer - Anna Svenjeby (* 1962), Fußballspielerin - Mathias Svensson (* 1974), Fußballspieler - Lars Tunbjörk (1956–2015), Fotograf - Johan Wiland (* 1981), Fußballspieler - Anders Wilgotson (* 1950), Ruderer - AronChupa (* 1991), DJ und Produzent |